# كاميرون بورثويك-جاكسون
كاميرون بورثويك-جاكسون (Cameron Borthwick-Jackson) (2 فبراير 1997 في روتشديل في المملكة المتحدة – )؛ هو لاعب كرة قدم كان يلعب كمدافع.

## وصلات خارجية
- كاميرون بورثويك-جاكسون على موقع الاتحاد الأوربي (الإنجليزية)
- كاميرون بورثويك-جاكسون على موقع قاعدة بيانات كرة القدم.إي يو (الإنجليزية)
- كاميرون بورثويك-جاكسون على موقع Soccerbase.com (لاعب) (الإنجليزية)
- كاميرون بورثويك-جاكسون على موقع Soccerway.com (الإنجليزية)
- كاميرون بورثويك-جاكسون على موقع عالم كرة القدم.نت (الإنجليزية)